# 片山敬太郎
片山 敬太郎（かたやま けいたろう、1975年7月12日 - ）は、日本の元体操選手、タレント。福井県鯖江市生まれ。福井工業大学附属福井中学校・高等学校、日本体育大学卒業。身長168cm 体重57kg。

## 人物
福井県鯖江市生まれ。鯖江市中央中学校、福井工業大学附属福井高等学校、日本体育大学卒業。
2000年放送のTBS『最強の男は誰だ!壮絶筋肉バトル!!スポーツマンNo.1決定戦』第7回芸能人サバイバルバトルに、骨折で欠場した池谷直樹の代役で出場。MONSTER BOXで19段(2m66cm)の記録を残すも総合8位でファイナル進出はならず。
2003年までショーバスケットボールチーム「ブレイクモンキーズ」で「ケータ」名義で活動していた。
マッスルミュージカルで跳び箱の非公認世界記録(23段)を樹立。脱退後は地元福井県で葬儀会社「典礼」の社長を務めている。

## 成績
- 1988年 全国ジュニア大会体操競技優勝[2]
- 1989年 全国中学生大会 個人総合4位、床優勝、あん馬2位
- 1990年 全国中学生大会 個人総合3位、床、あん馬優勝
- 1992年 高校総体 床2位
- 1992年 全日本ジュニア選手権 あん馬優勝
- 1993年 高校総体 あん馬3位

## スポーツマンNo.1決定戦
第7回芸能人サバイバルバトル（2000年10月10日・14日放送）
日体大の先輩・池谷直樹が右足首を骨折し大会を欠場したためケータ名義で代役で出場。BEACH FLAGSで準々決勝進出の活躍を見せ、MONSTER BOXでは初出場で19段の記録を残し、20段を成功したケイン・コスギに次いで種目別2位の成績を収める。QUICK MUSCLE終了時点で暫定4位の位置につけていたが、TAIL IMPOSSIBLE第2レース敗退、POWER FORCEでは1回戦で中村繁之に敗退。後半の種目でポイントを稼げず、同種目終了時点で総合8位で脱落。
第15回芸能人サバイバルバトル（2005年9月28日放送）
SPIN OFFの1回戦で川久保拓司、2回戦で渡辺大に勝利しベスト4進出を果たす。準決勝で酒井宏之に敗れ決勝進出を逃した。MONSTER BOXでは21段の記録を残し、初出場の知幸と並んで2位タイとなった。QUICK MUSCLEでは自己記録86回を1分足らずで更新し、最終的には前回大会で池谷が樹立した芸能人記録(202回)を2回上回る204回をマークし、芸能人新記録樹立ならびに暫定トップに浮上。しかし最終組で登場した池谷が212回を叩き出し、芸能人新記録を塗り替えられる。同種目終了時点で知幸と並んで暫定4位タイでファイナル進出。最終種目のFINAL RUNでは4位でフィニッシュ。今大会のみSHOT-GUN-TOUCHが行われなかったため、片山は歴代のファイナリストでSHOT-GUN-TOUCHを経験していない唯一のファイナリストとなった。
芸能人サバイバルバトル
| 大会   | 放送日               | 総合順位 |
| ------ | -------------------- | -------- |
| 第7回  | 2000年10月10日・14日 | 8位      |
| 第15回 | 2005年9月28日        | 4位      |

## 出演
テレビ
- 最強の男は誰だ!壮絶筋肉バトル!!スポーツマンNo.1決定戦（TBS）
- SASUKE（TBS）
- ケイン・ザ・マッスル（TBS）

CM
- タカラ缶チューハイ
- 月刊少年ガンガン
- 「ペプチド」東急線つり革ポスター

舞台
- ピーターパン（2002年・2003年）
- マッスルミュージカル（2002年 - ）（マッスルミュージカルで跳び箱の非公認の23段世界記録を樹立）

映画
- 殴者 蟷螂一家子分役